# Синячихинский район
Синячихинский район — административно-территориальная единица в составе Свердловской области РСФСР, существовавшая в 1944—1959 годах. Административный центр — рабочий посёлок Верхняя Синячиха.
Сажинский район был образован в ноябре 1944 года. В его состав были переданы следующие территории:
- из Алапаевского района: р.п. Верхняя Синячиха, Бобровский, Голубковский, Михалевский, Монастырский, Муратковский, Невьянский, Нижнесинячихинский, Останинский, Первухинский, Строкинский, Чечулинский, Яланский и Ясашный сельсоветы
- из Махнёвского района: Рычковский с/с

20 марта 1952 года Чечулинский с/с был переименован в Мугайский. Из Строкинского с/с выделен Гаранинский с/с.
18 июня 1954 года Михалевский с/с был присоединён к Невьянскому, а Первуновский — к Бобровскому.
10 января 1958 года из Туринского района в Синячихинский был передан Санкинский с/с.
25 апреля 1958 года Яланский с/с был присоединён к Бобровскому.
9 марта 1959 года Синячихинский район был упразднён, а его территория включена в Алапаевский район.